# Sphenomorphus fuscolineatus
Espèce
Sphenomorphus fuscolineatus est une espèce de sauriens de la famille des Scincidae.

## Répartition
Cette espèce est endémique de Papouasie-Nouvelle-Guinée.

## Description
C'est un saurien ovipare.

## Publication originale
- Greer & Shea, 2004 : A new character within the taxonomically difficult Sphenomorphus group of Lygosomine skinks, with a description of a new species from New Guinea. Journal of Herpetology, vol. 38, no 1, p. 79-87.